# Тракайский исторический национальный парк
Тракайский исторический национальный парк — национальный парк, располагающийся на юго-востоке Литвы на территории Тракайского района. Основным городом является Тракай. Является единственным в Европе историческим национальным парком.

## История
На территории нынешнего исторического национального парка располагаются город Тракай и деревня Старый Тракай, которые имеют крайне важную ценность для литовской истории.
Тракайский исторический национальный парк был основан в 1992 году Восстановительным Сеймом Литвы с целью сохранения культурных памятников исторической государственности Литвы, а также аутентичных природных окрестностей. Является единственным в Европе историческим национальным парком. 8 июля 2003 года национальный парк был включён в список объектов культурного наследия ЮНЕСКО.

## География
Национальный парк расположен в юго-восточной части Литовской Республики, в 25 км к западу от столицы Вильнюса. Парк расположен в районе Дзукийской возвышенности на высоте 102—228 м над уровнем моря. Расположен на востоке Дзукии, в центре исторического города Тракай. Площадь парка составляет 8200 га. На территории парка расположено более 32 озёр, площадь которых составляет 1400 га. Крупнейшие из них: Гальве (361 га), Скайстис (286 га), Бернардину (88 га) и Тоторишкю (76 га).

## Флора и фауна
Город окружен смешанными лесными массивами (3900 га), которые на востоке сменяются болотами и холмистой местностью, а также долинами на севере и западе. Этот ландшафт создает идеальные условия для большого разнообразия флоры и фауны, в том числе видов, имеющих общеевропейское значение, а также многих, фигурирующих в литовских и европейских списках редких видов.

## Достопримечательности
На территории национального парка располагается большое количество достопримечательностей, основными из которых являются:
- Старый город Тракая;
- Тракайский островной замок;
- Тракайский полуостровной замок;
- Ужутракис;
- Старый Тракай — родина Великого князя Литовского Витовта.
- Данилишкес — деревня с древнейшей в Вильнюсском крае старообрядческой общиной[3]

## Туризм
Крупнейшим туристическим объектом исторического национального парка является музей, основанный в 1962 году в Тракайском островном замке, восстановленный из руин в 1955—1987 гг. Также среди наиболее частых посещаемых туристами объектов являются усадьба Тышкевичей Ужутракис, Старый город Тракая (включая полуостровной замок), познавательная тропа Варникай.

## Изображения
- Тракайский островной замок
- Озеро Гальве зимой
- Руины Тракайского островного замка, фото 1870-1880 гг.
- Тракайский полуостровной замок
- Караимская кенасса в Тракай
- Костёл в Старом Тракай, построенный на месте древнего замка
- Имение Ужутракис
- Въезд в национальный парк по региональной дороге 220